# Lista de submarinos da Alemanha

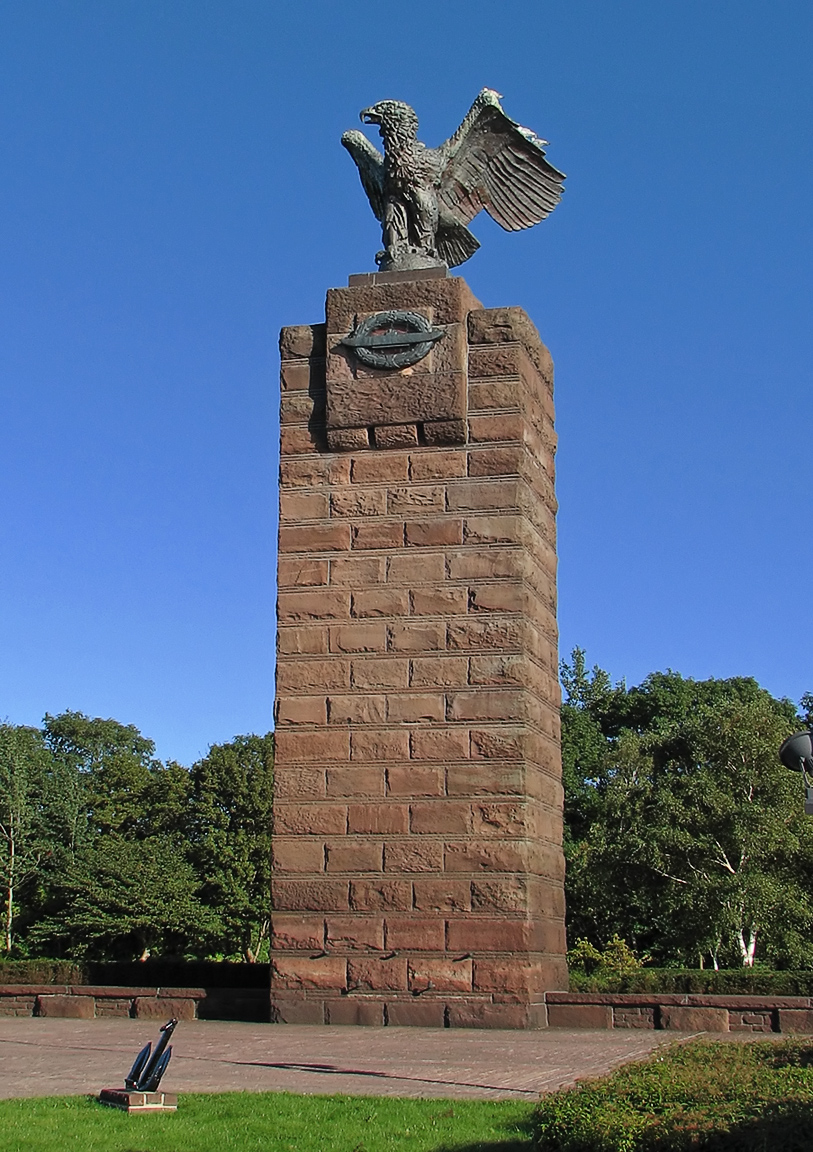
Memorial em homenagem aos submarinistas mortos da Marinha da Alemanha, em Heikendorf.

A Alemanha encomendou mais de 1 500 U-boots (em alemão:  Unterseeboot) para as suas diversas marinhas de guerra desde 1906 até os dias atuais. Os submarinos foram geralmente designados com um U seguido de um número, apesar dos submarinos de ataque costeiro e submarinos costeiros laçadores de minas da Primeira Guerra Mundial usarem os prefixos UB e UC, respectivamente. Quando a Alemanha retomou a construção de submarinos na década de 1930, a numeração dos submarinos foi reiniciado em 1. Uma nova numeração foi reiniciada uma terceira vez quando a Alemanha retomou a construção de submarinos na década de 1960.

## Primeira Guerra Mundial
Havia cerca de 380 U-boots comissionados no Kaiserliche Marine nos anos antes e durante a Primeira Guerra Mundial. Embora os primeiros quatro submarinos alemães U-1, U-2, U-3 e U-4 foram encomendados antes de 1910, todos os quatro serviram como uma capacidade de formação durante a guerra. Os U-boots utilizados pela Alemanha durante a Primeira Guerra Mundial foram divididos em três séries. A designação U era geralmente reservada a submarinos de ataque de torpedo em alto-mar. A designação UB foi usada para submarinos de ataque costeiro, enquanto a designação UC foi reservada para submarinos costeiros laçadores de minas.

### U-boots
Submarinos projetados principalmente para o serviço em águas profundas foram designados com prefixo U e numeradas até 167.

#### U-1 até U-100
| - U-1 - U-2 - U-3 - U-4 - U-5 - U-6 - U-7 - U-8 - U-9 - U-10 - U-11 - U-13 - U-14 - U-15 - U-16 - U-17 - U-18 - U-19 - U-20 - U-21 - U-22 - U-23 - U-24 - U-25 | - U-26 - U-27 - U-28 - U-29 - U-30} - U-31 - U-32 - U-33 - U-34 - U-35 - U-36 - U-37 - U-38 - U-39 - U-40 - U-41 - U-43 - U-44 - U-45 - U-46 - U-47 - U-48 - U-49 - U-50 - U-51 | - U-52 - U-53 - U-54 - U-55 - U-56 - U-57 - U-58 - U-59 - U-60 - U-61 - U-62 - U-63 - U-64 - U-65 - U-66 - U-67 - U-68 - U-69 - U-70 - U-71 - U-72 - U-73 - U-74 - U-75 - U-76 | - U-77 - U-78 - U-79 - U-80 - U-81 - U-82 - U-83 - U-84 - U-85 - U-86 - U-87 - U-88 - U-89 - U-90 - U-91 - U-92 - U-93 - U-94 - U-95 - U-96 - U-97 - U-98 - U-99 - U-100 |

#### U-101 até U-167
| - U-101 - U-106 - U-107 - U-108 - U-109 - U-110 - U-111 - U-112 - U-113 - U-114 - U-117 | - U-118 - U-119 - U-120 - U-122 - U-123 - U-124 - U-125 - U-126 - U-135 - U-136 - U-137 | - U-138 - U-139 - U-140 - U-141 - U-142 - U-151 - U-152 - U-153 - U-154 - U-155 - U-156 | - U-157 - U-158 - U-159 - U-160 - U-161 - U-162 - U-163 - U-164 - U-165 - U-166 - U-167 |

## U-boots de Ataque Costeiro
U-boots de ataque costeiro eram pequenas embarcações para operações perto da costa. Foram designados com o prefixo UB e numerados até 154.

#### UB-1 até UB-100
| - UB-1 - UB-2 - UB-3 - UB-4 - UB-5 - UB-6 - UB-7 - UB-8 - UB-9 - UB-10 - UB-11 - UB-12 - UB-13 - UB-14 - UB-15 - UB-16 - UB-17 - UB-18 - UB-19 - UB-20 - UB-21 - UB-22 - UB-23 - UB-24 - UB-25 | - UB-26 - UB-27 - UB-28 - UB-29 - UB-30 - UB-31 - UB-32 - UB-33 - UB-34 - UB-35 - UB-36 - UB-37 - UB-38 - UB-39 - UB-40 - UB-41 - UB-42 - UB-43 - UB-44 - UB-45 - UB-46 - UB-47 - UB-48 - UB-49 - UB-50 | - UB-51 - UB-52 - UB-53 - UB-54 - UB-55 - UB-56 - UB-57 - UB-58 - UB-59 - UB-60 - UB-61 - UB-62 - UB-63 - UB-64 - UB-65 - UB-66 - UB-67 - UB-68 - UB-69 - UB-70 - UB-71 - UB-72 - UB-73 - UB-74 - UB-75 | - UB-76 - UB-77 - UB-78 - UB-79 - UB-80 - UB-81 - UB-82 - UB-83 - UB-84 - UB-85 - UB-86 - UB-87 - UB-88 - UB-89 - UB-90 - UB-91 - UB-92 - UB-93 - UB-94 - UB-95 - UB-96 - UB-97 - UB-98 - UB-99 - UB-100 |

#### UB-101 até UB-154
| - UB-101 - UB-102 - UB-103 - UB-104 - UB-105 - UB-106 - UB-107 - UB-108 - UB-109 - UB-110 - UB-111 | - UB-112 - UB-113 - UB-114 - UB-115 - UB-116 - UB-117 - UB-118 - UB-119 - UB-120 - UB-121 - UB-122 | - UB-123 - UB-124 - UB-125 - UB-126 - UB-127 - UB-128 - UB-129 - UB-130 - UB-131 - UB-132 - UB-133 | - UB-136 - UB-142 - UB-143 - UB-144 - UB-145 - UB-148 - UB-149 - UB-150 - UB-154 |

### U-boots Costeiros Lançadores de Minas
U-boots costeiros lançadores de minas eram pequenas embarcações destinadas a lançar minas em portos inimigos. Foram designados com o prefixo UC e numerados até 105.

#### UC-1 até UC-105
| - UC-1 - UC-2 - UC-3 - UC-4 - UC-5 - UC-6 - UC-7 - UC-8 - UC-9 - UC-10 - UC-11 - UC-12 - UC-13 - UC-14 - UC-15 - UC-16 - UC-17 - UC-18 - UC-19 - UC-20 - UC-21 - UC-22 - UC-23 - UC-24 | - UC-25 - UC-26 - UC-27 - UC-28 - UC-29 - UC-30 - UC-31 - UC-32 - UC-33 - UC-34 - UC-35 - UC-36 - UC-37 - UC-38 - UC-39 - UC-40 - UC-41 - UC-42 - UC-43 - UC-44 - UC-45 - UC-46 - UC-47 - UC-48 | - UC-49 - UC-50 - UC-51 - UC-52 - UC-53 - UC-54 - UC-55 - UC-56 - UC-57 - UC-58 - UC-59 - UC-60 - UC-61 - UC-62 - UC-63 - UC-64 - UC-65 - UC-66 - UC-67 - UC-68 - UC-69 - UC-70 - UC-71 - UC-72 | - UC-73 - UC-74 - UC-75 - UC-76 - UC-77 - UC-78 - UC-79 - UC-90 - UC-91 - UC-92 - UC-93 - UC-94 - UC-95 - UC-96 - UC-97 - UC-98 - UC-99 - UC-100 - UC-101 - UC-102 - UC-103 - UC-104 - UC-105 |

### U-boots estrangeiros
Com a eclosão da Primeira Guerra Mundial a Alemanha assumiu o comando de uma série de submarinos em construção nos estaleiros alemães de outros países.
- SM UA (antigo-Submarino Classe-A A-5)

- U-66 até U-70 (antigo-submarino Austro-Húngaro Classe U-7 até U-11)

## U-boots da Segunda Guerra Mundial
Na Segunda Guerra Mundial durante o domínio Nazista foram comissionados cerca de 1 154 U-boats que serviram na Kriegsmarine.

### U-1 até U-100
| - U-1 - U-2 - U-3 - U-4 - U-5 - U-6 - U-7 - U-8 - U-9 - U-10 - U-11 - U-12 - U-13 - U-14 - U-15 - U-16 - U-17 - U-18 - U-19 - U-20 - U-21 - U-22 - U-23 - U-24 - U-25 | - U-26 - U-27 - U-28 - U-29 - U-30 - U-31 - U-32 - U-33 - U-34 - U-35 - U-36 - U-37 - U-38 - U-39 - U-40 - U-41 - U-42 - U-43 - U-44 - U-45 - U-46 - U-47 - U-48 - U-49 - U-50 | - U-51 - U-52 - U-53 - U-54 - U-55 - U-56 - U-57 - U-58 - U-59 - U-60 - U-61 - U-62 - U-63 - U-64 - U-65 - U-66 - U-67 - U-68 - U-69 - U-70 - U-71 - U-72 - U-73 - U-74 - U-75 | - U-76 - U-77 - U-78 - U-79 - U-80 - U-81 - U-82 - U-83 - U-84 - U-85 - U-86 - U-87 - U-88 - U-89 - U-90 - U-91 - U-92 - U-93 - U-94 - U-95 - U-96 - U-97 - U-98 - U-99 - U-100 |

### U-101 até U-200
| - U-101 - U-102 - U-103 - U-104 - U-105 - U-106 - U-107 - U-108 - U-109 - U-110 - U-111 - U-116 - U-117 - U-118 - U-119 - U-120 - U-121 - U-122 - U-123 - U-124 - U-125 - U-126 - U-127 - U-128 | - U-129 - U-130 - U-131 - U-132 - U-133 - U-134 - U-135 - U-136 - U-137 - U-138 - U-139 - U-140 - U-141 - U-142 - U-143 - U-144 - U-145 - U-146 - U-147 - U-148 - U-149 - U-150 - U-151 - U-152 | - U-153 - U-154 - U-155 - U-156 - U-157 - U-158 - U-159 - U-160 - U-161 - U-162 - U-163 - U-164 - U-165 - U-166 - U-167 - U-168 - U-169 - U-170 - U-171 - U-172 - U-173 - U-174 - U-175 - U-176 | - U-177 - U-178 - U-179 - U-180 - U-181 - U-182 - U-183 - U-184 - U-185 - U-186 - U-187 - U-188 - U-189 - U-190 - U-191 - U-192 - U-193 - U-194 - U-195 - U-196 - U-197 - U-198 - U-199 - U-200 |

### U-201 até U-300
| - U-201 - U-202 - U-203 - U-204 - U-205 - U-206 - U-207 - U-208 - U-209 - U-210 - U-211 - U-212 - U-213 - U-214 - U-215 - U-216 - U-217 - U-218 - U-219 - U-220 - U-221 - U-222 - U-223 - U-224 - U-225 | - U-226 - U-227 - U-228 - U-229 - U-230 - U-231 - U-232 - U-233 - U-234 - U-235 - U-236 - U-237 - U-238 - U-239 - U-240 - U-241 - U-242 - U-243 - U-244 - U-245 - U-246 - U-247 - U-248 - U-249 - U-250 | - U-251 - U-252 - U-253 - U-254 - U-255 - U-256 - U-257 - U-258 - U-259 - U-260 - U-261 - U-262 - U-263 - U-264 - U-265 - U-266 - U-267 - U-268 - U-269 - U-270 - U-271 - U-272 - U-273 - U-274 - U-275 | - U-276 - U-277 - U-278 - U-279 - U-280 - U-281 - U-282 - U-283 - U-284 - U-285 - U-286 - U-287 - U-288 - U-289 - U-290 - U-291 - U-292 - U-293 - U-294 - U-295 - U-296 - U-297 - U-298 - U-299 - U-300 |

### U-301 até U-400
| - U-301 - U-302 - U-303 - U-304 - U-305 - U-306 - U-307 - U-308 - U-309 - U-310 - U-311 - U-312 - U-313 - U-314 - U-315 - U-316 - U-317 - U-318 - U-319 - U-320 - U-321 - U-322 - U-323 - U-324 - U-325 | - U-326 - U-327 - U-328 - U-331 - U-332 - U-333 - U-334 - U-335 - U-336 - U-337 - U-338 - U-339 - U-340 - U-341 - U-342 - U-343 - U-344 - U-345 - U-346 - U-347 - U-348 - U-349 - U-350 - U-351 - U-352 | - U-353 - U-354 - U-355 - U-356 - U-357 - U-358 - U-359 - U-360 - U-361 - U-362 - U-363 - U-364 - U-365 - U-366 - U-367 - U-368 - U-369 - U-370 - U-371 - U-372 - U-373 - U-374 - U-375 - U-376 - U-377 | - U-378 - U-379 - U-380 - U-381 - U-382 - U-383 - U-384 - U-385 - U-386 - U-387 - U-388 - U-389 - U-390 - U-391 - U-392 - U-393 - U-394 - U-396 - U-397 - U-398 - U-399 - U-400 |

### U-401 até U-500
| - U-401 - U-402 - U-403 - U-404 - U-405 - U-406 - U-407 - U-408 - U-409 - U-410 - U-411 - U-412 - U-413 - U-414 - U-415 - U-416 - U-417 - U-418 - U-419 - U-420 - U-421 - U-422 - U-423 | - U-424 - U-425 - U-426 - U-427 - U-428 - U-429 - U-430 - U-431 - U-432 - U-433 - U-434 - U-435 - U-436 - U-437 - U-438 - U-439 - U-440 - U-441 - U-442 - U-443 - U-444 - U-445 - U-446 | - U-447 - U-448 - U-449 - U-450 - U-451 - U-452 - U-453 - U-454 - U-455 - U-456 - U-457 - U-458 - U-459 - U-460 - U-461 - U-462 - U-463 - U-464 - U-465 - U-466 - U-467 - U-468 - U-469 | - U-470 - U-471 - U-472 - U-473 - U-475 - U-476 - U-477 - U-478 - U-479 - U-480 - U-481 - U-482 - U-483 - U-484 - U-485 - U-486 - U-487 - U-488 - U-489 - U-490 - U-491 - U-492 - U-493 |

### U-501 até U-600
| - U-501 - U-502 - U-503 - U-504 - U-505 - U-506 - U-507 - U-508 - U-509 - U-510 - U-511 - U-512 - U-513 - U-514 - U-515 - U-516 - U-517 - U-518 - U-519 - U-520 - U-521 - U-522 - U-523 - U-524 - U-525 | - U-526 - U-527 - U-528 - U-529 - U-530 - U-531 - U-532 - U-533 - U-534 - U-535 - U-536 - U-537 - U-538 - U-539 - U-540 - U-541 - U-542 - U-543 - U-544 - U-545 - U-546 - U-547 - U-548 - U-549 - U-550 | - U-551 - U-552 - U-553 - U-554 - U-555 - U-556 - U-557 - U-558 - U-559 - U-560 - U-561 - U-562 - U-563 - U-564 - U-565 - U-566 - U-567 - U-568 - U-569 - U-570 - U-571 - U-572 - U-573 - U-574 - U-575 | - U-576 - U-577 - U-578 - U-579 - U-580 - U-581 - U-582 - U-583 - U-584 - U-585 - U-586 - U-587 - U-588 - U-589 - U-590 - U-591 - U-592 - U-593 - U-594 - U-595 - U-596 - U-597 - U-598 - U-599 - U-600 |

### U-601 até U-700
| - U-601 - U-602 - U-603 - U-604 - U-605 - U-606 - U-607 - U-608 - U-609 - U-610 - U-611 - U-612 - U-613 - U-614 - U-615 - U-616 - U-617 - U-618 - U-619 - U-620 - U-621 | - U-622 - U-623 - U-624 - U-625 - U-626 - U-627 - U-628 - U-629 - U-630 - U-631 - U-632 - U-633 - U-634 - U-635 - U-636 - U-637 - U-638 - U-639 - U-640 - U-641 - U-642 | - U-643 - U-644 - U-645 - U-646 - U-647 - U-648 - U-649 - U-650 - U-651 - U-652 - U-653 - U-654 - U-655 - U-656 - U-657 - U-658 - U-659 - U-660 - U-661 - U-662 - U-663 | - U-664 - U-665 - U-666 - U-667 - U-668 - U-669 - U-670 - U-671 - U-672 - U-673 - U-674 - U-675 - U-676 - U-677 - U-678 - U-679 - U-680 - U-681 - U-682 - U-683 |

### U-701 até U-800
| - U-701 - U-702 - U-703 - U-704 - U-705 - U-706 - U-707 - U-708 - U-709 - U-710 - U-711 - U-712 - U-713 - U-714 - U-715 - U-716 - U-717 - U-718 - U-719 | - U-720 - U-721 - U-722 - U-731 - U-732 - U-733 - U-734 - U-735 - U-736 - U-737 - U-738 - U-739 - U-740 - U-741 - U-742 - U-743 - U-744 - U-745 - U-746 | - U-747 - U-748 - U-749 - U-750 - U-751 - U-752 - U-753 - U-754 - U-755 - U-756 - U-757 - U-758 - U-759 - U-760 - U-761 - U-762 - U-763 - U-764 - U-765 | - U-766 - U-767 - U-768 - U-771 - U-772 - U-773 - U-774 - U-775 - U-776 - U-777 - U-778 - U-779 - U-792 - U-793 - U-794 - U-795 |

### U-801 até U-900
| - U-801 - U-802 - U-803 - U-804 - U-805 - U-806 - U-821 - U-822 - U-825 - U-826 - U-827 - U-828 - U-841 - U-842 | - U-843 - U-844 - U-845 - U-846 - U-847 - U-848 - U-849 - U-850 - U-851 - U-852 - U-853 - U-854 - U-855 - U-856 | - U-857 - U-858 - U-859 - U-860 - U-861 - U-862 - U-863 - U-864 - U-865 - U-866 - U-867 - U-868 - U-869 - U-870 | - U-871 - U-872 - U-873 - U-874 - U-875 - U-876 - U-877 - U-878 - U-879 - U-880 - U-881 - U-883 - U-889 |

### U-901 até U-1000
| - U-901 - U-903 - U-904 - U-905 - U-907 - U-921 - U-922 - U-923 - U-924 - U-925 - U-926 - U-927 - U-928 - U-929 - U-930 - U-951 | - U-952 - U-953 - U-954 - U-955 - U-956 - U-957 - U-958 - U-959 - U-960 - U-961 - U-962 - U-963 - U-964 - U-965 - U-966 - U-967 | - U-968 - U-969 - U-970 - U-971 - U-972 - U-973 - U-974 - U-975 - U-976 - U-977 - U-978 - U-979 - U-980 - U-981 - U-982 - U-983 | - U-984 - U-985 - U-986 - U-987 - U-988 - U-989 - U-990 - U-991 - U-992 - U-993 - U-994 - U-995 - U-997 - U-998 - U-999 - U-1000 |

### U-1001 até U-2000
| - U-1001 - U-1002 - U-1003 - U-1004 - U-1005 - U-1006 - U-1007 - U-1008 - U-1009 - U-1010 - U-1013 - U-1014 - U-1015 - U-1016 - U-1017 - U-1018 - U-1019 - U-1020 - U-1021 - U-1022 - U-1023 - U-1024 - U-1025 - U-1051 - U-1052 - U-1053 - U-1054 - U-1055 - U-1056 - U-1057 | - U-1058 - U-1059 - U-1060 - U-1061 - U-1062 - U-1063 - U-1064 - U-1065 - U-1101 - U-1102 - U-1103 - U-1104 - U-1105 - U-1106 - U-1107 - U-1108 - U-1109 - U-1110 - U-1131 - U-1132 - U-1161 - U-1162 - U-1163 - U-1164 - U-1165 - U-1166 - U-1167 - U-1168 - U-1169 - U-1170 | - U-1171 - U-1172 - U-1191 - U-1192 - U-1193 - U-1194 - U-1195 - U-1196 - U-1197 - U-1198 - U-1199 - U-1200 - U-1201 - U-1202 - U-1203 - U-1204 - U-1205 - U-1206 - U-1207 - U-1208 - U-1209 - U-1210 - U-1221 - U-1222 - U-1223 - U-1224 - U-1225 - U-1226 - U-1227 - U-1228 | - U-1229 - U-1230 - U-1231 - U-1232 - U-1233 - U-1234 - U-1235 - U-1271 - U-1272 - U-1273 - U-1274 - U-1275 - U-1276 - U-1277 - U-1278 - U-1279 - U-1301 - U-1302 - U-1303 - U-1304 - U-1305 - U-1306 - U-1307 - U-1308 - U-1405 - U-1406 - U-1407 |

### U-2001 até U-3000
| - U-2321 - U-2322 - U-2323 - U-2324 - U-2325 - U-2326 - U-2327 - U-2328 - U-2329 - U-2330 - U-2331 - U-2332 - U-2333 - U-2334 - U-2335 - U-2336 - U-2337 - U-2338 - U-2339 - U-2340 - U-2341 - U-2342 - U-2343 - U-2344 - U-2345 | - U-2346 - U-2347 - U-2348 - U-2349 - U-2350 - U-2351 - U-2352 - U-2353 - U-2354 - U-2355 - U-2356 - U-2357 - U-2358 - U-2359 - U-2360 - U-2361 - U-2362 - U-2363 - U-2364 - U-2365 - U-2366 - U-2367 - U-2368 - U-2369 - U-2371 | - U-2501 - U-2502 - U-2503 - U-2504 - U-2505 - U-2506 - U-2507 - U-2508 - U-2509 - U-2510 - U-2511 - U-2512 - U-2513 - U-2514 - U-2515 - U-2516 - U-2517 - U-2518 - U-2519 - U-2520 - U-2521 - U-2522 - U-2523 - U-2524 - U-2525 | - U-2526 - U-2527 - U-2528 - U-2529 - U-2530 - U-2531 - U-2533 - U-2534 - U-2535 - U-2536 - U-2538 - U-2539 - U-2540 - U-2541 - U-2542 - U-2543 - U-2544 - U-2545 - U-2546 - U-2548 - U-2551 - U-2552 |

### U-3001 para cima
| - U-3001 - U-3002 - U-3003 - U-3004 - U-3005 - U-3006 - U-3007 - U-3008 - U-3009 - U-3010 - U-3011 - U-3012 - U-3013 - U-3014 - U-3015 - U-3016 - U-3017 - U-3018 - U-3019 - U-3020 - U-3021 | - U-3022 - U-3023 - U-3024 - U-3025 - U-3026 - U-3027 - U-3028 - U-3029 - U-3030 - U-3031 - U-3032 - U-3033 - U-3034 - U-3035 - U-3037 - U-3038 - U-3039 - U-3040 - U-3041 - U-3044 - U-3501 | - U-3502 - U-3503 - U-3504 - U-3505 - U-3506 - U-3507 - U-3508 - U-3509 - U-3510 - U-3511 - U-3512 - U-3513 - U-3514 - U-3515 - U-3516 - U-3517 - U-3518 - U-3519 - U-3520 - U-3521 - U-3522 | - U-3523 - U-3524 - U-3525 - U-3526 - U-3527 - U-3528 - U-3529 - U-3530 - U-4701 - U-4702 - U-4703 - U-4704 - U-4705 - U-4706 - U-4707 - U-4709 - U-4710 - U-4711 - U-4712 |

### U-boots estrangeiros
A Alemanha capturou e comissionou 14 submarinos de seis países para o Kriegsmarine durante a Segunda Guerra Mundial.
| Turquia - U-A Reino Unido - U-B Noruega - U-C1 - U-C2 | Países Baixos - U-D1 - U-D2 - U-D3 - U-D4 - U-D5 | França - U-F1 - U-F2 - U-F3 Itália - UIT-22 - UIT-23 - UIT-24 - UIT-25 |

## Pós-Segunda Guerra Mundial

### Type XXI
- Wilhelm Bauer (antigo U-2540)[6]

### Type XXIII
- GS Hai (S-170) (ex U-2365)
- GS Hecht (S-171) (ex U-2367)

### Type 201
- U-1 (S180)
- U-2 (S181)
- U-3 (S182)

## Type 205
- U-4 (S183)
- U-5 (S184)
- U-6 (S185)
- U-7 (S186)
- U-8 (S187)
- U-9 (S188)
- U-10 (S189)
- U-11 (S190)
- U-12 (S191)

### Type 206
- U-13 (S192)
- U-14 (S193)
- U-15 (S194)
- U-16 (S195)
- U-17 (S196)
- U-18 (S197)
- U-19 (S198)
- U-20 (S199)
- U-21 (S170)
- U-22 (S171)
- U-23 (S172)
- U-24 (S173)
- U-25 (S174)
- U-26 (S175)
- U-27 (S176)
- U-28 (S177)
- U-29 (S178)
- U-30 (S179)

### Type 212
- U-31 (S181)
- U-32 (S182)
- U-33 (S183)
- U-34 (S184)
- U-35 (S185)
- U-36 (S186)